# Suriana maritima
Suriana maritima L., 1753 è una pianta della famiglia Surianaceae. È l'unica specie nota del genere Suriana.

## Distribuzione e habitat
La specie ha una distribuzione pantropicale, essendo presente in Nord America (limitatamente alla Florida e al Messico), America centrale (Belize, Cuba, Giamaica, Haiti, Honduras, Nicaragua, Panama, Porto Rico, Repubblica Dominicana e numerose isole caraibiche), America del Sud (Brasile, Colombia, Venezuela), Africa (Kenya, Tanzania, Mozambico, Madagascar), Asia tropicale (India, Sri Lanka, Pakistan, Cina meridionale, Vietnam, Filippine, Nuova Guinea) e Oceania (Australia occidentale, isole Figi, Samoa, Tonga, e altre isole del Pacifico).